# Новопавлівка (Захарівська селищна громада)
Новопа́влівка — село в Україні, у Захарівській селищній громаді Роздільнянського району Одеської області. Населення становить 209 осіб.
До 17 липня 2020 року було підпорядковане Захарівському району, який був ліквідований.

## Населення
Згідно з переписом 1989 року населення села становило 210 осіб, з яких 91 чоловік та 119 жінок.
За переписом населення 2001 року в селі мешкало 205 осіб.

### Мова
Розподіл населення за рідною мовою за даними перепису 2001 року:
| Мова       | Відсоток |
| ---------- | -------- |
| українська | 93,3 %   |
| молдовська | 3,83 %   |
| російська  | 2,87 %   |